# São Francisco de Assis
São Francisco de Assis è un comune del Brasile nello Stato del Rio Grande do Sul, parte della mesoregione del Sudoeste Rio-Grandense e della microregione della Campanha Ocidental.